# Postcards from Heaven
Postcards from Heaven é o segundo álbum de estúdio lançado pela dupla britânica Lighthouse Family em 1997 pelas gravadoras Wildcard e Polydor Records. O álbum gerou três singles que alcançaram as dez primeiras posições nas paradas do Reino Unido ("Raincloud", "High" e "Lost in Space") e dois entre as trinta maiores posições ("Question of Faith" e "Postcard from Heaven").

## Lista de faixas
Todas as faixas produzidas por Mike Peden, exceto onde descrito.
| Postcards from Heaven – Edição padrão |                        |                                          |         |  |
| N.º                                   | Título                 | Compositor(es)                           | Duração |  |
| 1.                                    | "Raincloud"            | Tunde Baiyewu Paul Tucker Martin Brammer | 4:33    |  |
| 2.                                    | "Once in a Blue Moon"  | Tucker                                   | 3:54    |  |
| 3.                                    | "Question of Faith"    | Baiyewu Tucker Tim Laws                  | 4:32    |  |
| 4.                                    | "Let It All Change"    | Baiyewu Tucker                           | 5:14    |  |
| 5.                                    | "Sun in the Night"     | Tucker Laws                              | 5:21    |  |
| 6.                                    | "High"                 | Baiyewu Tucker                           | 5:10    |  |
| 7.                                    | "Lost in Space"        | Tucker Laws                              | 5:22    |  |
| 8.                                    | "When I Was Younger"   | Baiyewu                                  | 4:16    |  |
| 9.                                    | "Restless"             | Tucker                                   | 4:37    |  |
| 10.                                   | "Postcard from Heaven" | Tucker                                   | 4:20    |  |
| Duração total:                        | Duração total:         | Duração total:                           | 47:19   |  |

| Postcards from Heaven – Edição revisada |                        |                        |         |  |
| N.º                                     | Título                 | Compositor(es)         | Duração |  |
| 8.                                      | "Lifted"               | Baiyewu Tucker Brammer | 4:31    |  |
| 9.                                      | "When I Was Younger"   | Baiyewu                | 4:16    |  |
| 10.                                     | "Restless"             | Tucker                 | 4:37    |  |
| 11.                                     | "Postcard from Heaven" | Tucker                 | 4:20    |  |
| Duração total:                          | Duração total:         | Duração total:         | 51:50   |  |

| Postcards from Heaven – Edição japonesa |                            |                            |                |         |  |
| N.º                                     | Título                     | Compositor(es)             | Produtor(es)   | Duração |  |
| 12.                                     | "From a Desert to a Beach" | Baiyewu Tucker Tim Kellett | Tucker Laws    | 4:28    |  |
| Duração total:                          | Duração total:             | Duração total:             | Duração total: | 56:18   |  |

| Postcards from Heaven – Edição brasileira |                                 |                        |              |         |  |
| N.º                                       | Título                          | Compositor(es)         | Produtor(es) | Duração |  |
| 11.                                       | "Raincloud" (Cuca's Radio Edit) | Baiyewu Tucker Brammer | Cuca         |         |  |
| 12.                                       | "High" (Monster Edit)           | Baiyewu Tucker         | Monster      |         |  |

| Postcards from Heaven – Disco bônus da edição deluxe |                                           |                        |                |         |  |
| N.º                                                  | Título                                    | Compositor(es)         | Produtor(es)   | Duração |  |
| 1.                                                   | "High" (Itaal Shur's Beautiful Urban Mix) | Baiyewu Tucker         | Itaal Shur     | 6:40    |  |
| 2.                                                   | "High" (Inner City Mix)                   | Baiyewu Tucker         | Inner City     | 6:42    |  |
| 3.                                                   | "Raincloud" (Basement Boys Style 12" Mix) | Baiyewu Tucker Brammer | Basement Boys  | 8:05    |  |
| 4.                                                   | "Raincloud" (D'Influence Mix)             | Baiyewu Tucker Brammer | D'Influence    | 5:26    |  |
| 5.                                                   | "Lifted" (Linslee 7" Mix)                 | Baiyewu Tucker Brammer | Linslee        | 4:01    |  |
| 6.                                                   | "Ocean Drive" (Linslee R&B Mix)           | Tucker                 | Linslee        | 4:01    |  |
| Duração total:                                       | Duração total:                            | Duração total:         | Duração total: | 33:55   |  |

## Desempenho nas tabelas musicais
| Tabela musical (1997–1998)            | Melhor posição |
| ------------------------------------- | -------------- |
| Alemanha (Offizielle Deutsche Charts) | 5              |
| Austrália (ARIA)                      | 2              |
| Áustria (Ö3 Austria Top 40)           | 18             |
| Bélgica (Ultratop Valônia)            | 46             |
| Bélgica (Ultratop Flandres)           | 19             |
| Escócia (Official Scottish Albums)    | 9              |
| França (SNEP)                         | 44             |
| Noruega (VG-lista)                    | 23             |
| Nova Zelândia (RMNZ)                  | 6              |
| Países Baixos (Dutch Charts)          | 16             |
| Reino Unido (Official Albums Chart)   | 2              |
| Suécia (Sverigetopplistan)            | 32             |
| Suíça (Schweizer Hitparade)           | 12             |

| Tabela musical (1997) | Posição |
| --------------------- | ------- |
| Reino Unido (OCC)     | 14      |

| Tabela musical (1998)         | Posição |
| ----------------------------- | ------- |
| Alemanha (Offizielle Top 100) | 11      |
| Austrália (ARIA)              | 33      |
| Países Baixos (Album Top 100) | 60      |
| Reino Unido (OCC)             | 11      |

## Certificações
| Alemanha (BVMI)                                                          | Platina    | 500.000^   |
| Austrália (ARIA)                                                         | Platina    | 70.000^    |
| Espanha (PROMUSICAE)                                                     | 2× Platina | 200.000^   |
| Países Baixos (NVPI)                                                     | Ouro       | 50.000^    |
| Reino Unido (BPI)                                                        | 4× Platina | 1.200.000^ |
| Suíça (IFPI Suíça)                                                       | Platina    | 50.000^    |
| ^ Número de embarques definido com base apenas no nível de certificação. |            |            |